# Hieronymus Heer
Hieronymus Heer (* um 1615 in Hamburg; † nach 1690 ebenda) war ein deutscher Jurist und Oberaltensekretär der Hansestadt Hamburg.

## Leben und Wirken
In Hamburg geboren, besuchte Heer die Gelehrtenschule des Johanneums und ab 1631 das Akademische Gymnasium. Hier verfasste er 1632 eine Disputation bei Bernhard Werenberg (1577–1643). Nach seiner Schulbildung studierte er Jurisprudenz bei Heinrich Hahn (1605–1668) an der Universität Helmstedt und schloss sein Studium am 19. Dezember 1644 als Lizenziat beider Rechte, des kanonischen und weltlichen Rechts, ab.
Nach seinem Studium kehrte er zurück nach Hamburg und ließ sich hier als Advokat nieder. Später wurde er Syndikus in Buxtehude. Am 10. September 1652 wurde er als Oberaltensekretär und Hofmeister des Hospitals zum Heiligen Geist in Hamburg vereidigt. Während der Unruhen zwischen dem Rat und der Bürgerschaft fiel Heer bei den Oberalten in Ungnade und wurde von seinem Amt suspendiert. Im März 1674 bat er den Rat und den kaiserlichen Gesandten Graf Gottlieb von Windisch-Grätz, der am 19. Februar 1674 nach Hamburg kam, um die Streitigkeiten zu schlichten, um Vermittlung in der Angelegenheit. Diese setzten sich auch für ihn und seine alte Stellung ein. Die Oberalten aber lehnten ab. Im November 1674 wurde ein Abkommen geschlossen und Heer pensioniert. Während des Windischgrätzer-Rezesses vertrat Petrus Graumann interimistisch das Amt des Oberaltensekretärs. Erst 1676 wurde Heers Nachfolger Jakob von Anthen im Amt vereidigt. Heer lebte noch im Jahr 1690 in Hamburg.

## Werke (Auswahl)
- Disputatio de Germana indole artis. Hamburg 1632.
- Disputatio juridica inauguralis de Legitima. Helmstedt 1644 (eingeschränkte Vorschau in der Google-Buchsuche).